# Karim Chérif

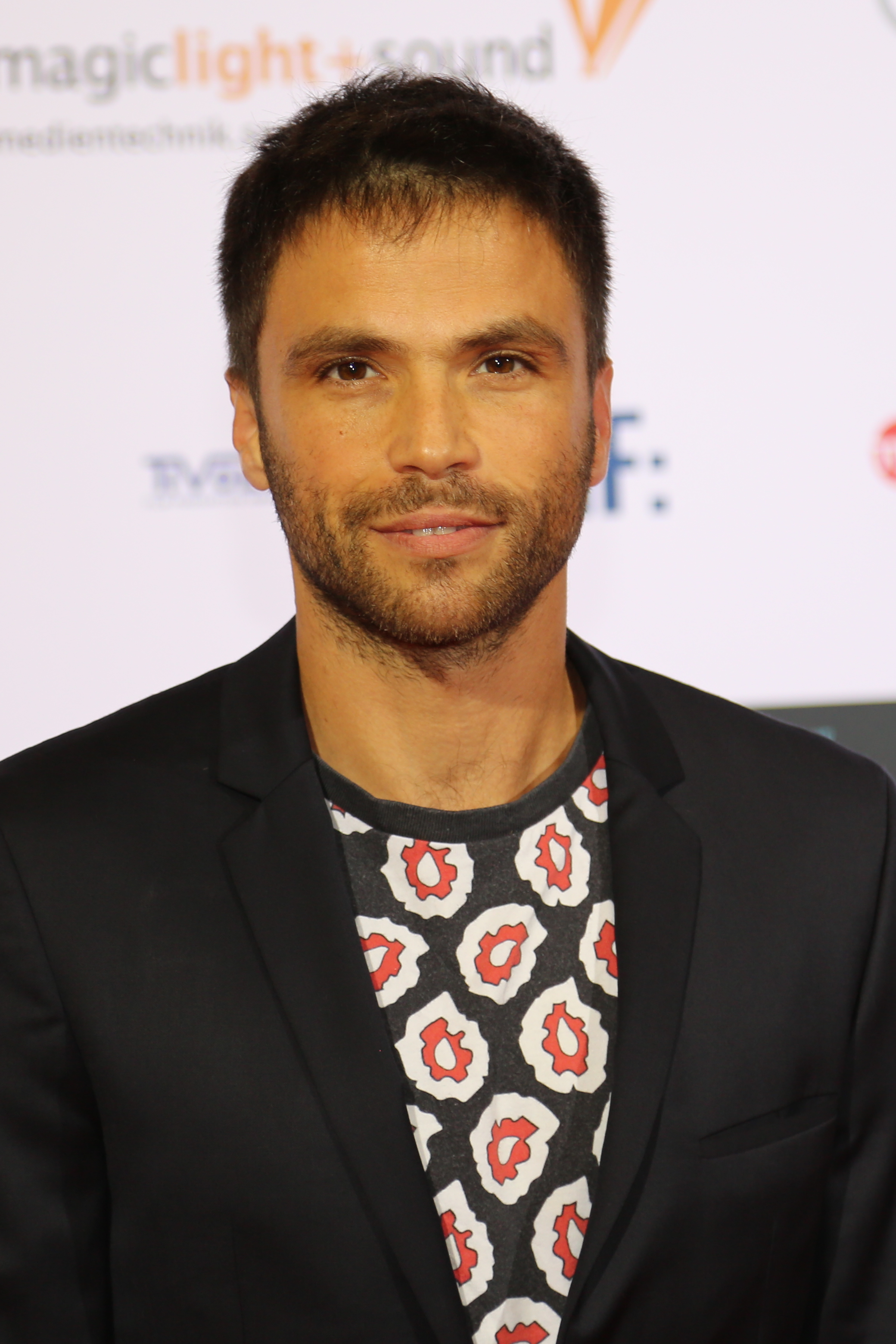
Karim Chérif bei der Verleihung der Auszeichnungen der Deutschen Akademie für Fernsehen (DAFF) 2017.

Karim Chérif (* 31. Mai 1977 in Frankfurt am Main) ist ein Schauspieler mit französischer und Schweizer Staatsangehörigkeit.

## Leben
Karim Chérif wurde in Deutschland geboren. Seine Mutter ist Französin, sein Vater stammt aus Algerien. Chérif wuchs bei seinen Eltern französischsprachig auf. Er lernte zusätzlich zu seiner Muttersprache Deutsch und Englisch. Er besuchte verschiedene Schulen. Ein Trimester verbrachte er unter anderem in England an der Anglo European School in Ingatestone in der Grafschaft Essex. Seine Schulausbildung schloss er mit einem International Baccalaureate (Internationales Abitur) ab.
Chérif absolvierte von 2000 bis 2004 eine Schauspielausbildung an der Universität der Künste Berlin in Berlin. Noch während seiner Ausbildung spielte er 2004 am Studio des Maxim-Gorki-Theaters in Berlin in dem Theaterstück Peanuts von Fausto Paravidino. Mit dieser Produktion gastierte er 2004 auch beim Theatertreffen Deutschsprachiger Schauspielstudierender in Hannover. 2005 hatte er einen Stückvertrag am Schauspielhaus Bochum, wo er als Ritter in Das Käthchen von Heilbronn von Heinrich von Kleist auftrat.
Von 2005 bis 2009 war Chérif festes Ensemblemitglied am Burgtheater Wien. In der Saison 2005/06 übernahm er dort in einer Neuinszenierung den Chevalier Dumont in Ferdinand Raimunds Zaubermärchen Der Verschwender. Außerdem spielte er in dieser Spielzeit am Akademietheater Wien den Kammerdiener Lane in Ernst ist das Leben / Bunbury von Oscar Wilde. Weitere Rollen am Burgtheater Wien waren Schnauz in Ein Sommernachtstraum, der Polizist Klein in der Komödie Arsen und Spitzenhäubchen, Trebonius in Julius Caesar und Sampson in Romeo und Julia. 2008 spielte er in der österreichischen Erstaufführung von Der mystische Grund der Zivilisation von David Lindemann. In der Spielzeit 2008/09 spielte er in dem Stück Meine Elektra des niederländischen Dramatikers und Regisseurs Koos Terpstra. Ab der Spielzeit 2009/10 war Chérif mit einem Gastvertrag weiterhin an das Burgtheater gebunden. 
Im Dezember 2009 spielte er beim 6. Festival Strasbourg-Méditerranée in Straßburg in der französischsprachigen Theaterproduktion Beyrouth adrénaline. Im November 2010 gab Chérif sein Regiedebüt mit der deutschsprachigen Erstaufführung des Theaterstücks The Sunshine Play des rumänischen Dramatikers Peca Stefan in einer Produktion der Wiener Wortstätten am Theater an der Gumpendorfer Straße (TAG) in Wien.
2011 gastierte er am Theater am Kurfürstendamm in Berlin in der Komödie Achtung Deutsch! von Stefan Vögel. Er verkörperte den jungen Syrer Tarek Al-Hassan, der auf sein Einbürgerungsverfahren wartet. Im März/April 2012 übernahm er am Theater am Kurfürstendamm die Rolle des Biologieprofessors Nick in Wer hat Angst vor Virginia Woolf?. 2013 trat er in Paulus Mankers Inszenierung des Theaterstücks Alma im Post- und Telegraphenamt Wien in der Rolle des Komponisten Alexander Zemlinsky auf. In der Spielzeit 2023/24 war im Theater am Kurfürstendamm an der Seite von Henriette Richter-Röhl, Tessa Mittelstaedt, Tommaso Cacciapuoti und Tobias Licht in der Rolle des Carlo in der Komödie Das perfekte Geheimnis zu sehen.
Ab 2004 ist Chérif auch regelmäßig in deutschsprachigen Fernsehrollen zu sehen. Er übernahm hierbei durchgehende Serienrollen, mehrere Episoden- und auch Gastrollen. Eine durchgehende Serienrolle hatte Cherif als Lukas in der TV-Comedyserie Wilde Jungs (2004). Erste Episodenrollen hatte er in Berlin, Berlin, Der Ermittler und Türkisch für Anfänger. In dem Fernsehfilm Späte Rache – Eine Familie wehrt sich (2008) spielte er an der Seite von Diego Wallraff die Rolle des Ramon Guzman.
Das ZDF verpflichtete Cherif für die Rolle des Krankenpflegers Nils in der Fernsehkomödie Lotta & die alten Eisen (2010). In der im Spätsommer 2010 in Rovinj, Kroatien für die ARD gedrehten Familienkomödie Rat mal, wer zur Hochzeit kommt, die 2012 erstausgestrahlt wurde, spielte er den Kroaten Mato Tomasevic. In der Krimiserie Verbrechen nach Ferdinand von Schirach (2013) war er in einer Episodenhauptrolle als junger Libanese, der aus einer Familie von Kriminellen stammt, zu sehen.
Seit 2015 spielt er in der ARD-Krimireihe Die Füchsin an der Seite von Lina Wendel den arabischstämmigen Privatermittler Youssef El Kilali.
In der 13. Staffel der ZDF-Fernsehserie Notruf Hafenkante (2018) verkörperte Chérif in einer dramatischen Episodenhauptrolle den schwulen Fußballspieler Roman Brenner, der nach seinem unfreiwilligen Outing Angst um seine Karriere als Fußballer hat und fürchtet, seine Familie zu verlieren. In der 16. Staffel der ZDF-Serie Der Staatsanwalt (2021) war er in einer Episodenhauptrolle als tatverdächtiger charismatischer Assistenztrainer eines ermordeten Motivationscoaches zu sehen. Im ZDF-Sonntagsfilm Ein Sommer in der Bretagne (2022) spielte er den bretonischen Fischer Yves, der sich in die deutsche Tierärztin Britta (Kristin Suckow) verliebt. Im 11. und 12. Film der Heimatfilmreihe Daheim in den Bergen (2024) spielte er den „faszinierend geheimnisvollen“ Sören Hartmann, den Investor und neuen Eigentümer des „Hotel Walser“.
Chérif wirkte auch in einigen Kinofilmen, Kurzfilmen und Diplomfilmen mit.
Karim Chérif ist mit der französischen Schauspielerin Hélène Bosch verheiratet, mit der er die gemeinsamen Kinder Anaïs (* 2007) und Emile (* 2009) hat. Beide standen als Kinderdarsteller bereits mehrfach vor der Kamera, Sohn Emile u. a. in der Hauptrolle des Kinofilms Woodwalkers (2024). Karim Chérif lebt abwechselnd in Wien und in Berlin-Neukölln.

## Filmografie (Auswahl)
- 2004: Asyl
- 2004: Wilde Jungs (Fernsehserie, 9 Folgen)
- 2004: Der Ermittler (Fernsehserie, Folge Zerbrochene Träume)
- 2004: Berlin, Berlin (Fernsehserie, Folge Was wäre wenn)
- 2006: Türkisch für Anfänger (Fernsehserie, Folge Die, in der ich abstürze)
- 2008: Späte Rache – Eine Familie wehrt sich (Fernsehfilm)
- 2010: Lotta & die alten Eisen (Fernsehreihe)
- 2011: Anna und die Liebe
- 2012: Rat mal, wer zur Hochzeit kommt (Fernsehfilm)
- 2013: VERBRECHEN nach Ferdinand von Schirach (Fernsehserie, Folge Der Igel)
- 2013: Ich fühl mich Disco
- 2014: Mit Burnout durch den Wald (Fernsehfilm)
- 2015: Alarm für Cobra 11 – Die Autobahnpolizei (Fernsehserie, Folge Tag der Abrechnung)
- seit 2015: Die Füchsin (Fernsehreihe)
  - 2015: Dunkle Fährte
  - 2017: Spur auf der Halde
  - 2018: Spur in die Vergangenheit
  - 2019: Im goldenen Käfig
  - 2019: Schön und tot
  - 2021: Treibjagd
  - 2021: Romeo muss sterben
  - 2023: Alte Sünden
- 2015: Homesick
- 2016: Der Staatsanwalt (Fernsehserie, Folge Sugardaddy)
- 2016, 2018: Notruf Hafenkante (Fernsehserie, verschiedene Rollen, 2 Folgen)
- 2016: SOKO Kitzbühel (Fernsehserie, Folge 15 Minuten)
- 2017: SOKO Stuttgart (Fernsehserie, Folge Letzte Rettung)
- 2017: SOKO Köln (Fernsehserie, Folge Turbulenzen)
- 2018: Die Heiland – Wir sind Anwalt (Fernsehserie, Folge Tödliche Tropfen)
- 2021: Der Staatsanwalt (Fernsehserie, Folge Erfolgreich, glücklich, tot)
- 2022: Ein Sommer in der Bretagne (Fernsehreihe)
- 2023: In aller Freundschaft (Fernsehserie, Folge Klartext)
- 2023: Das Traumschiff: Vancouver (Fernsehreihe)
- 2023: SOKO Leipzig (Fernsehserie, Folge Ich sehe dich)
- 2024: Daheim in den Bergen – Wunsch und Wirklichkeit (Fernsehreihe)
- 2024: Daheim in den Bergen – Schulter an Schulter (Fernsehreihe)
- 2025: Notruf Hafenkante (Fernsehserie, Folge Ausgebrannt)
- 2025: Das Traumschiff: Miami (Fernsehreihe)
- 2025: In aller Freundschaft – Die jungen Ärzte (Fernsehserie, Folge Täuschung)

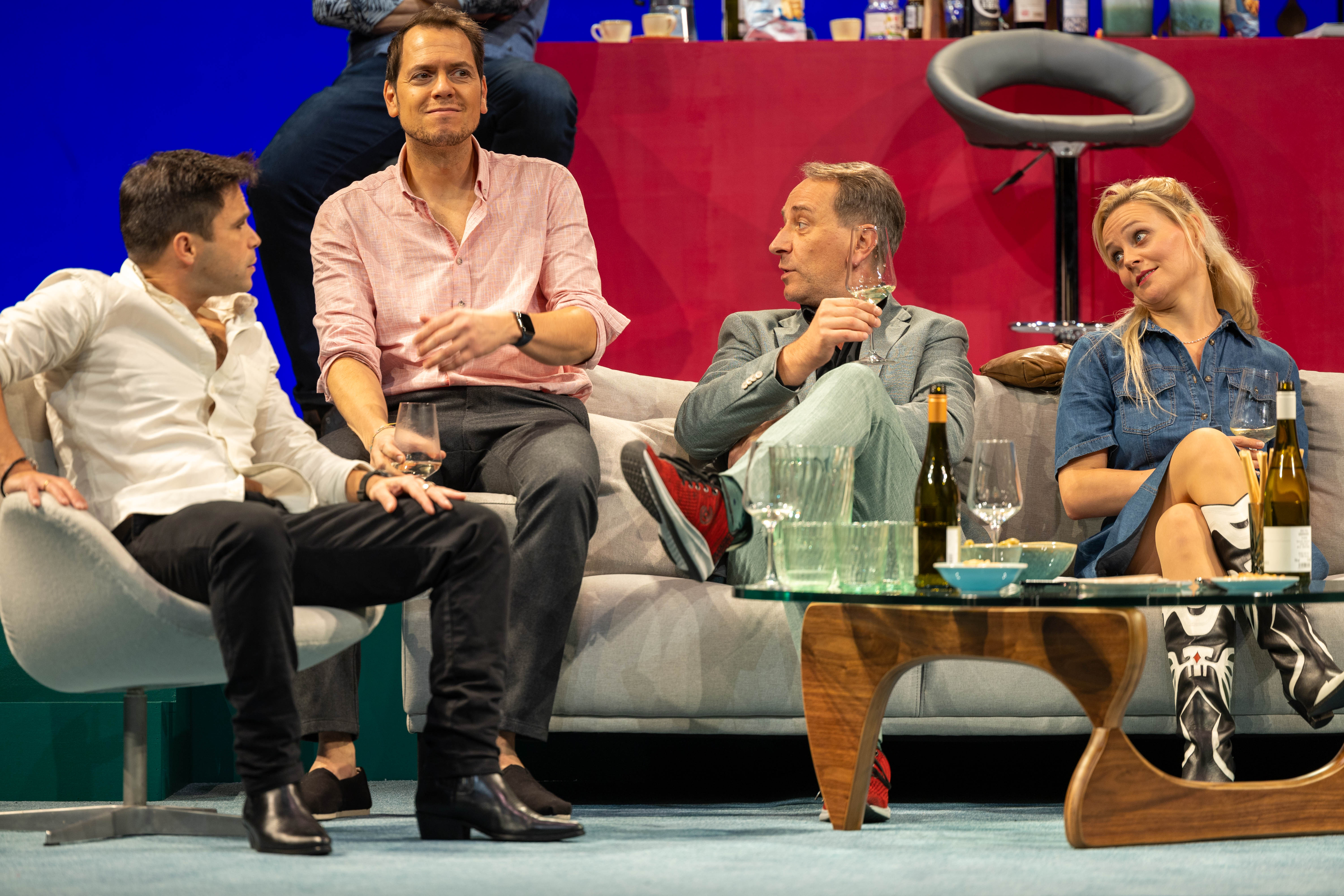
Karim Chérif (links) in „Das perfekte Geheimnis“, Komödie am Kurfürstendamm (2023)

## Hörspiele und Features
- 2012: Mario Salazar: Alles Gold was glänzt, Regie: Robert Schoen (DKultur)
- 2012: Ute Bongartz: Die Leere füllen – Regie: Ingo Kottkamp/Ute Bongartz (Hörspiel – DKultur/WDR)
- 2013: Barbara Kenneweg: Tropenträume zu verkaufen – Regie: Barbara Kenneweg (Feature – DKultur)
- 2014: Christiane Seiler: Vater zieht in den Krieg (Eine Reise durch Frankreich) – Regie: Christiane Seiler (Feature – DKultur)
- 2014: Robert Weber: Heinrich, Vorname Hauptfeldwebel – Regie: Giuseppe Maio (Hörspiel – DKultur)